# Jean IV de Mauquenchy
Pour les articles homonymes, voir Jean IV.
Pour les articles homonymes, voir Blainville.

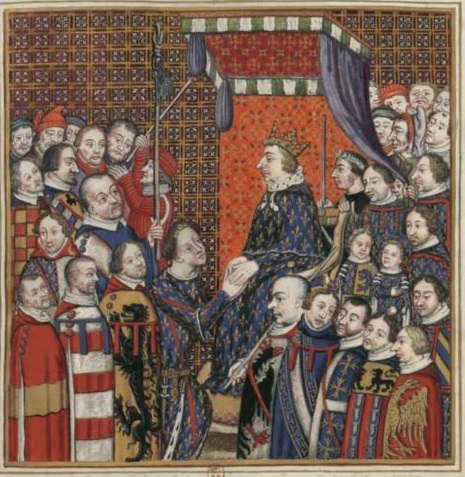
Mouton de Blainville lors de l'hommage de Bourbon au roi de France, troisième en bas à droite.

Jean de Mauquenchy de Blainville (vers 1322 - 1391), appelé aussi Mouton de Blainville, est sire de Blainville et maréchal de France au cours de la guerre de Cent Ans.

## Famille
Il est issu de l'ancienne maison de Mauquenchy, originaire de Normandie, citée en 1180.

## Biographie
Il participe au siège de Honfleur en 1357.
En 1364, il est au siège du château fort de Moulineaux puis avec Pierre Novare, il fait le siège de La Charité et prend cette ville.
Il est élevé à la dignité de maréchal de France en 1368 à la mort du maréchal Boucicaut.
En 1370, de concert avec Du Guesclin, il défait l’armée anglaise à Pontvallain et fait prisonnier son chef, Grandson.
En 1374, il s’empare de la ville de Bécherel après un siège d’une année.
En 1377, il accompagne le duc Jean IV de Bretagne à la prise d’Ardres.
À la bataille de Roosebecke en 1382, il commande l’avant-garde de l’armée royale.
Il meurt en 1391.
Une rue de Rouen, la rue de Blainville, porte son nom.

## Armoiries
| Figure | Blasonnement |
|        | Selon le Folio 47v de l'Armorial de Gelre D'azur, semé de croisettes recroisetées d'or, à la croix d'argent, brochante sur-le-tout. Cimier : Une capeline aux armes (inachevé).                                  |
|        | Jean-Baptiste Rietstap donne : D'azur, à la croix d'argent, cantonnée de vingt croix recroisettées au pied fiché d'or, 5 à chaque canton, 2, 1 et 2.                                                             |
|        | La ville de Blainville-Crevon a repris, en partie, les armes du maréchal de Mauquenchy : D’azur à la croix d’argent cantonnée de vingt croisettes recroisetées du même, ordonnées en sautoir dans chaque canton. |